# Lewisboro
Lewisboro är en kommun (town) i Westchester County i delstaten New York. Vid 2020 års folkräkning hade Lewisboro 12 219 invånare.